# Tuffi ai campionati mondiali di nuoto 2019 - Piattaforma 10 metri maschile
La gara dei tuffi dalla piattaforma 10 metri maschile dei campionati mondiali di nuoto 2019 è stata disputata il 19 luglio e il 20 luglio presso il Nambu International Aquatics Centre di Gwangju. La gara, alla quale hanno preso parte 47 atleti provenienti da 28 nazioni, si è svolta in tre turni, in ognuno dei quali gli atleti hanno eseguito una serie di sei tuffi.

## Programma
| Data           | Ora (UTC+9) | Turno       |
| -------------- | ----------- | ----------- |
| 19 luglio 2019 | 10:00       | Preliminari |
| 19 luglio 2019 | 15:30       | Semifinale  |
| 20 luglio 2019 | 20:45       | Finale      |

## Risultati

### Preliminari
| Pos. | Atleta                    | Nazionalità     | Punti  | Note |
| ---- | ------------------------- | --------------- | ------ | ---- |
| 1    | Yang Jian                 | Cina            | 530.10 | Q    |
| 2    | Tom Daley                 | Gran Bretagna   | 514.60 | Q    |
| 3    | Yang Hao                  | Cina            | 503.20 | Q    |
| 4    | Woo Ha-ram                | Corea del Sud   | 485.15 | Q    |
| 5    | Oleksandr Bondar          | Russia          | 483.55 | Q    |
| 6    | Benjamin Auffret          | Francia         | 473.70 | Q    |
| 7    | Iván García               | Messico         | 469.55 | Q    |
| 8    | Oleksij Sereda            | Ucraina         | 446.95 | Q    |
| 9    | David Dinsmore            | Stati Uniti     | 436.95 | Q    |
| 10   | Vincent Riendeau          | Canada          | 408.20 | Q    |
| 11   | Noah Williams             | Gran Bretagna   | 406.45 | Q    |
| 12   | Brandon Loschiavo         | Stati Uniti     | 401.40 | Q    |
| 13   | Igor' Mjalin              | Russia          | 398.50 | Q    |
| 14   | Isaac de Souza Filho      | Brasile         | 397.90 | Q    |
| 15   | Rafael Quintero           | Porto Rico      | 397.65 | Q    |
| 16   | Lou Massenberg            | Germania        | 394.75 | Q    |
| 17   | Cassiel Rousseau          | Australia       | 393.95 | Q    |
| 18   | Kevin Berlín Reyes        | Messico         | 390.80 | Q    |
| 19   | Sebastián Villa Castañeda | Colombia        | 381.35 |      |
| 20   | Bryden Hattie             | Canada          | 379.30 |      |
| 21   | Timo Barthel              | Germania        | 366.50 |      |
| 22   | Vinko Paradzik            | Svezia          | 365.90 |      |
| 23   | Nikolaos Molvalis         | Grecia          | 346.70 |      |
| 24   | Maicol Verzotto           | Italia          | 346.20 |      |
| 25   | José Ruvalcaba            | Rep. Dominicana | 341.20 |      |
| 26   | Oleh Serbin               | Ucraina         | 339.10 |      |
| 27   | Víctor Ortega             | Colombia        | 339.05 |      |
| 28   | Óscar Ariza               | Venezuela       | 334.50 |      |
| 29   | Youssef Ezzat             | Egitto          | 328.65 |      |
| 30   | Jellson Jabillin          | Malaysia        | 327.40 |      |
| 31   | Yoan Meriño               | Cuba            | 326.85 |      |
| 32   | Jonathan Shan             | Singapore       | 322.85 |      |
| 33   | Siddharth Pardeshi        | India           | 319.60 |      |
| 34   | Riccardo Giovannini       | Italia          | 319.30 |      |
| 35   | Vladimir Harutyunyan      | Armenia         | 318.70 |      |
| 36   | Carlos Ramos              | Cuba            | 312.60 |      |
| 37   | Kawan Figueredo Pereira   | Brasile         | 309.15 |      |
| 38   | Kim Yeong-taek            | Corea del Sud   | 298.40 |      |
| 39   | Lev Sargsyan              | Armenia         | 296.10 |      |
| 40   | Nathan Brown              | Nuova Zelanda   | 293.80 |      |
| 41   | Constantin Popovici       | Romania         | 292.70 |      |
| 42   | Cătălin Cozma             | Romania         | 287.95 |      |
| 43   | Athanasios Tsirikos       | Grecia          | 286.20 |      |
| 44   | Conrad Lewandowski        | Thailandia      | 283.55 |      |
| 45   | Mohab Ishak               | Egitto          | 271.00 |      |
| 46   | Thitipoom Marksin         | Thailandia      | 269.00 |      |
| 47   | Frandiel Gómez            | Rep. Dominicana | 220.45 |      |

### Semifinali
| Pos. | Atleta               | Nazionalità   | Punti  | Note |
| ---- | -------------------- | ------------- | ------ | ---- |
| 1    | Yang Jian            | Cina          | 573.35 | Q    |
| 2    | Yang Hao             | Cina          | 572.30 | Q    |
| 3    | Tom Daley            | Gran Bretagna | 505.40 | Q    |
| 4    | Woo Ha-ram           | Corea del Sud | 493.90 | Q    |
| 5    | David Dinsmore       | Stati Uniti   | 483.60 | Q    |
| 6    | Noah Williams        | Gran Bretagna | 480.50 | Q    |
| 7    | Oleksij Sereda       | Ucraina       | 476.30 | Q    |
| 8    | Benjamin Auffret     | Francia       | 469.20 | Q    |
| 9    | Brandon Loschiavo    | Stati Uniti   | 433.70 | Q    |
| 10   | Oleksandr Bondar     | Russia        | 426.60 | Q    |
| 11   | Vincent Riendeau     | Canada        | 421.00 | Q    |
| 12   | Cassiel Rousseau     | Australia     | 416.80 | Q    |
| 13   | Isaac de Souza Filho | Brasile       | 404.50 |      |
| 14   | Igor' Mjalin         | Russia        | 403.60 |      |
| 15   | Rafael Quintero      | Porto Rico    | 382.30 |      |
| 16   | Iván García          | Messico       | 368.80 |      |
| 17   | Lou Massenberg       | Germania      | 365.70 |      |
| 18   | Kevin Berlín Reyes   | Messico       | 361.85 |      |

### Finale
| Pos. | Atleta            | Nazionalità   | Punti  |
| ---- | ----------------- | ------------- | ------ |
|      | Yang Jian         | Cina          | 598.65 |
|      | Yang Hao          | Cina          | 585.75 |
|      | Aleksandr Bondar  | Russia        | 541.05 |
| 4    | Oleksij Sereda    | Ucraina       | 490.50 |
| 5    | Benjamin Auffret  | Francia       | 489.20 |
| 6    | Woo Ha-ram        | Corea del Sud | 477.25 |
| 7    | Tom Daley         | Gran Bretagna | 470.35 |
| 8    | Brandon Loschiavo | Stati Uniti   | 470.10 |
| 9    | Cassiel Rousseau  | Australia     | 455.35 |
| 10   | Noah Williams     | Gran Bretagna | 440.95 |
| 11   | Vincent Riendeau  | Canada        | 440.70 |
| 12   | David Dinsmore    | Stati Uniti   | 438.15 |